# Achaearanea diglipuriensis
Achaearanea diglipuriensis är en spindelart som beskrevs av Benoy Krishna Tikader 1977. Achaearanea diglipuriensis ingår i släktet Achaearanea och familjen klotspindlar.
Artens utbredningsområde är Andamanerna. Inga underarter finns listade i Catalogue of Life.